# Француз (фильм, 2019)
«Францу́з» — российский исторический драматический фильм режиссёра Андрея Смирнова о начале оттепели в СССР. Фильм посвящён памяти Александра Гинзбурга, советского диссидента, одного из идеологов самиздата. Премьера в России состоялась 31 октября 2019 года.

## Сюжет
Август 1957 года. Трое молодых парижан левых убеждений Николь, Жан-Мари и Пьер в последний раз встречаются в кафе на берегу Сены, — Жан-Мари отбывает солдатом в Алжир, а Пьер, студент русского происхождения, уезжает в СССР на стажировку.
Пьер Дюран селится в общежитии МГУ, занимается русской литературой, набирает материал для своей работы о творчестве балетмейстера Мариуса Петипа, заводит дружбу со студентом ВГИКа фотографом Валерой Успенским, тот знакомит его с балериной Большого театра Кирой Галкиной. Москвичи с интересом общаются с французом, хорошо говорящим по-русски, — идёт «оттепель», контакты с иностранцем больше не находятся под негласным запретом. Благодаря новым знакомствам Пьер погружается в жизнь Москвы, не только парадную, но и неофициальную…. К отстранённой и независимой Кире Пьер начинает испытывать чувства, хотя это и приводит к соперничеству с Валерой.
Пьер ищет бывшего белого офицера Татищева, который является его биологическим отцом: его мать, потомок старинного дворянского рода, в 1931 году имела «курортный роман» с Татищевым и забеременела. Скрыв свою беременность, устроилась на работу в советское торгпредство в Берлине, откуда вскоре сбежала и перебралась в Париж. С помощью сестер-смолянок, проведших в ГУЛАГе многие годы, Пьеру удается разыскать Татищева, работающего сторожем в провинции. Выясняется, что после эвакуации белых в Константинополь, тот остался в РСФСР, непонятным образом избежал смерти во время красного террора в Крыму и находился на свободе вплоть до начала 30-х годов, имея возможность отдыхать на море; род занятий Татищева до первого ареста не уточняется. В 1930-х и 1940-х годах Татищев подвергался арестам и заключению в ГУЛАГе, но выжил. Пьер и Татищев знакомятся, при этом Татищев выражает изумление тем, что Пьер — коммунист, считая этот факт издевкой судьбы. Татищев раскрывает Пьеру секрет своей жизни — то, что он будучи хорошим математиком, строго доказал существование Бога. Вскоре после встречи с Пьером Татищев умирает. Пьер возвращается в Москву, где узнает об аресте Валеры и отбывает в Париж.

## В ролях
- Антон Риваль — Пьер Дюран, французский студент
- Евгения Образцова — Кира Галкина, балерина Большого театра
- Александр Балуев — Татищев, ночной сторож на хлебозаводе, в прошлом белый офицер, бывший заключённый
- Евгений Ткачук — Валерий Успенский, фотограф
- Михаил Ефремов — отец Валерия Успенского, бывший преподаватель марксизма, бывший заключённый
- Роман Мадянов — Николай Кузьмич Чухновский
- Нина Дробышева — Ольга Кирилловна Обрезкова, дворянка, бывшая заключённая
- Наталья Тенякова — Мария Кирилловна Обрезкова, дворянка, бывшая заключённая
- Вера Лашкова — Анна Фёдоровна, завхоз дома культуры
- Евгений Харитонов — Оскар Рабин
- Александр Замураев — алкоголик
- Марина Барсукова — Жанна, альтистка
- Люси Арон — Николь
- Жереми Дюваль — Жан-Мари

## Съёмочная группа
- Автор сценария и режиссёр-постановщик — Андрей Смирнов
- Оператор-постановщик — Юрий Шайгарданов, R.G.C.
- Художник-постановщик — Владимир Гудилин
- Художник по костюмам — Людмила Гаинцева
- Художник по гриму — Елена Дмитриенко
- Монтаж — Алла Стрельникова
- Звукорежиссёр — Олег Татаринов
- Продюсеры — Андрей Смирнов, Елена Прудникова

В фильме использована музыка Дмитрия Шостаковича.

## Отзывы
Это маленькое большое кино проще всего свести к антисоветскому пафосу автора (бесспорному, но слишком очевидному, чтобы считать его единственным содержанием). На самом деле оно рассказывает о нашей тоске по утраченному вымышленному раю, «России, которую мы потеряли»: никогда мы в ней не жили, не знали её, не представляли себе даже приблизительно.
— Антон Долин, Meduza 2019

Показав этих людей, Смирнов в первую очередь напоминает, что прославление советского периода за какие бы то ни было подлинные, а чаще мнимые успехи является попранием памяти тех, кто стал жертвами этого режима. Он будто пытается напомнить современникам, что идеализация и возвеличивание советского гулаговского прошлого — не просто преступление, это кощунственный грех по отношению к тем, кто стал жертвами этого периода. И в этом смысле фильм оказывается не кино о прошлом, он — кино о настоящем…
— Протоиерей Георгий Митрофанов, «Православие и мир» 2019

## Награды
- 2019 — национальная кинопремия «Ника»:

- лучший игровой фильм
- лучшая режиссёрская работа (А. Смирнов)
- лучшая мужская роль второго плана (А. Балуев и М. Ефремов)
- лучшая женская роль второго плана (Н. Дробышева и Н. Тенякова)